# Teucholabis cybele
Teucholabis cybele är en tvåvingeart som beskrevs av Alexander 1955. Teucholabis cybele ingår i släktet Teucholabis och familjen småharkrankar.
Artens utbredningsområde är Bolivia. Inga underarter finns listade i Catalogue of Life.